# Pririt châtain
Platysteira castanea
Espèce
Statut de conservation UICN

 LC  : Préoccupation mineure
Le Pririt châtain (Platysteira castanea) est une espèce de passereaux de la famille des Platysteiridae.

## Répartition
Cet oiseau est répandu en Afrique centrale (à l'Est du Dahomey Gap).

## Classification
Le nom valide complet (avec auteur) de ce taxon est Platysteira castanea Fraser, 1843.
The Taxonomicon classe cette espèce dans le genre Dyaphorophyia sous le taxon Dyaphorophyia castanea (Fraser, 1843). 
Ce taxon porte en français le nom vernaculaire ou normalisé suivant : Pririt châtain.